# Роб Полсън
Робърт Фредрик Полсън III (на английски: Robert Fredreck Paulsen III), познат още и като Роб Полсън, е американски озвучаващ актьор, носител на награда „Еми“ и три награди за анимация „Ани“.

## Кариара на озвучаващ актьор
Най-добре познат е като гласа на Рафаело в „Костенурките нинджа“ от 1987 до предпоследния сезон на сериала през 1995 г. По-късно озвучава Донатело във версията на сериала от 2012 г.
Също озвучава Яко Уорнър и д-р Ото Скраченсниф в „Аниманиаци“, Пинки в „Пинки и Брейн“, Бегача в „Луди за връзване“, Дросел в „Мишки рокери от Марс“, Карл Уийзър в „Джими Неутрон“, Майор Слава в „Лабораторията на Декстър“, Бък Тъдръсел в „Екип във Времето“, Стенли/Маската в „Маската: Анимационният сериал“ и Артър в „Кърлежа“ (във втори и трети сезон). Озвучил е около 250 различни анимационни герои и е участвал в около 1000 реклами.

## Други дейности
От 2011 до 2016 г. той води интернет подкаста Talkin Toons, където интервюира свои колеги озвучаващи артисти за техните кариери. През 2017 г. отново стартира подкаста в канал Nerdist.

## Личен живот
Със съпругата си Париш Тод има един син на име Ащън, роден през 1984 г.